# (23180) Ryosuke
(23180) Ryosuke est un astéroïde de la ceinture principale.

## Description
(23180) Ryosuke est un astéroïde de la ceinture principale. Il fut découvert le 28 mai 2000 à la station Anderson Mesa par le programme LONEOS. Il présente une orbite caractérisée par un demi-grand axe de 2,31 UA, une excentricité de 0,10 et une inclinaison de 10,3° par rapport à l'écliptique.

## Compléments